# Governo Fabius

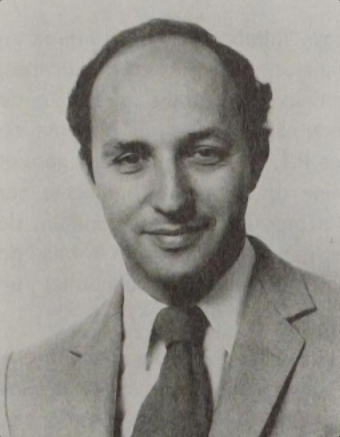
Laurent Fabius (nel 1981), Primo ministro del governo Fabius.

Il governo Fabius è stato il diciottesimo governo della Quinta Repubblica francese ed il quarto del primo mandato del presidente François Mitterrand. È durato dal 17 luglio 1984, data alla quale ha sostituito il governo Mauroy III, al 20 marzo 1986, data alla quale fu sostituito dal governo Chirac I.

## Coalizione
Il governo è sostenuto da una coalizione formata dal PS, dal MRG e dal PSU, che possidedono 289 deputati sui 577 dell'Assemblea Nazionale, ovvero una proporzione di 58,9%, dopo che i communisti abbiano abbandonata la coalizione precedente (che sosteneva il governo Mauroy III) a causa della politica economica di François Mitterrand.

## Membri

### Primo ministro
Il Primo ministro del governo Fabius è Laurent Fabius (PS).

### Ministro di Stato
L'unico ministro di Stato del governo Fabius è Gaston Defferre (PS), ministro di Stato incaricato del Piano e della Pianificazione dell'assetto territoriale.

### Ministri
I ministri del governo Fabius, coi loro partiti, sono i seguenti:
- Ministro dell'Economia e delle Finanze: Pierre Bérégovoy (PS);
- Ministro della Giustizia: Robert Badinter (PS);
- Ministro delle Relazioni estere: Claude Cheysson (PS);
- Ministro della Difesa: Charles Hernu (PS);
- Ministro dell'Interno e della Decentralizzazione: Pierre Joxe (PS);
- Ministro dell'Agricoltura: Michel Rocard (PS);
- Ministro (donna) della Riimplementazione industriale e del Commercio estero: Edith Cresson (PS);
- Ministro dell'Educazione nazionale: Jean-Pierre Chevènement (PS);
- Ministro (donna) degli Affari sociali e della Solidarietà nazionale: Georgina Dufoix (PS);
- Ministro dell'Urbanismo, dell'Alloggio e dei Trasporti: Paul Quilès (PS);
- Ministro del Commercio, dell'Artigianato e del Tursimo: Michel Crépeau (MRG);
- Ministro degli Affari europei e portavoce del governo: Roland Dumas (PS);
- Ministro del Lavoro, dell'Occupazione e della Formazione professionale: Michel Delebarre (PS);
- Ministro (donna) del Medio ambiente: Huguette Bouchardeau (PSU);
- Ministro della Ricerca e della Tecnologia: Hubert Curien (MRG).

### Ministri delegati
I ministri delegati del governo Fabius, coi loro partiti, sono i seguenti:
- Ministro delegato alla Cultura: Jack Lang (PS);
- Ministro (donna) delegato (presso il Primo ministro) incaricata dei Diritti della donna: Yvette Roudy (PS);
- Ministro delegato alla Gioventù ed agli Sport: Alain Calmat (PS);
- Ministro delegato (presso il Primo ministro) incaricato delle Relazioni col Parlamento: André Labarrère (PS);
- Ministro delegato (presso il ministro delle Relazioni estere) incaricato della Cooperazione e dello Sviluppo: Christian Nucci (PS);
- Ministro delegato (presso il ministro della Riimplementazione industriale e del Commercio estero) incaricato delle Poste e Telecomunicazioni: Louis Mexandeau (PS).

### Segretari di Stato
I segretari di Stato del governo Fabius, coi loro partiti, sono i seguenti:
- Segretario (donna) di Stato (presso il ministro della Difesa): Edwige Avice (PS);
- Segretario di Stato (presso il Primo ministro) incaricato della Funzione pubblica e delle Semplificazioni amministrative): Jean le Garrec (PS);
- Segretario di Stato (presso il Primo ministro) incaricato delle Tecniche della comunicazione: Georges Fillioud (PS);
- Segretario di Stato (presso il ministro dell'Economia e delle Finanze) incaricato del Bilancio: Henri Emmanuelli (PS);
- Segretario (donna) di Stato (presso il ministro dell'Economia e delle Finanze) incaricata del Consumo: Catherine Lalumière (PS);
- Segretario di Stato (presso il ministro degli Affari sociali e della Solidarietà nazionale) incaricato della Pensione e delle Personne anziane: Jospeh Franceschi (PS);
- Segretario di Stato (presso il ministro dell'Interno e della Decentralizzazione) incaricato dei Dipartimenti e dei Territori di oltremare: Georges Lemoine (PS);
- Segretario di Stato (presso il ministro dell'Urbanismo, dell'Alloggio e dei Trasporti) incaricato dei Trasporti: Jean Auroux (PS);
- Segretario di Stato (presso il ministro dell'Educazione nazionale) incaricato delle Università: Roger-Gérard Schwartzenberg (MRG);
- Segretario di Stato (presso il Primo ministro), incaricato dell'Economia sociale: Jean Gatel (PS);
- Segretario di Stato (presso il ministro della Difesa) incaricato degli Ex-combattenti e Vittime di guerra: Jean Laurain (PS);
- Segretario di Stato (presso il ministro della Riimplementazione industriale e del Commercio estero) incaricato dell'Energia: Martin Malvy (PS);
- Segretario di Stato (presso il ministro degli Affari sociali e della Solidarietà nazionale) incaricato della Salute: Edmond Hervé (PS);
- Segretario di Stato (presso il ministro delle Relazioni estere): Jean-Michel Baylet (MRG);
- Segretario di Stato (presso il ministro degli Affari sociali e della Solidarietà nazionale) incaricato dei Rimpatriati: Raymond Courrière (PS);
- Segretario di Stato (presso il ministro dell'Agricoltura) incaricato dell'Agricoltura e delle Foreste: René Souchon (PS);
- Segretario di Stato (presso il Primo ministro) incaricato della Prevenzione dei rischi naturali e tecnologici maggiori: Haroun Tazieff (indipendente);
- Segretario di Stato (presso il ministro dell'Educazione nazionale) incaricato dell'Insegnamento tecnico e tecnologico: Roland Garraz (PS);
- Segretario di Stato (presso il ministro dell'Urbanismo, dell'Alloggio e dei Trasporti) incaricato del Mare: Guy Lengagne (PS);
- Segretario di Stato (presso il ministro del Commercio, dell'Artigianato e del Tursimo): Jean-Marie Bockel (PS).

## Rimpasti
Fonte:

### 7 dicembre 1984
Dopo le dimissioni di Claude Cheysson, Roland Dumas diventa ministro degli Affari esteri al posto suo. Catherine Lalumière diventa allora segreatrio di Stato (presso il ministre delle Relazioni estere) incaricata degli Affari europei e Georgina Dufoix portavoce del governo (recuperando entrambe una parte delle funzioni di Roland Dumas). Henri Emmanuelli conserva le proprie funzioni ma recupera anche quelle di Catherine Lalumière, diventando segretario di Stato (presso il ministro dell'Economia e delle Finanze) incaricato del Bilancio e del Consumo. Inifine, Jack Lang diventa ministro, e non più ministro delegato, della Cultura.

### 4 aprile 1985
Dopo le dimissioni di Michel Rocard (che rifiutava l'introduzione della proporzionale alle elezioni legislative), Henri Nallet diventa ministro dell'Agricoltura e René Souchon, ministro delegato (presso il ministro dell'Agricoltura) incaricato dell'Agricoltura e della Foresta.

### 21 maggio 1985
Edgard Pisani entra a fare parte del governo in quanto ministro incaricato della Nuova-Caledonia. Yvette Roudy diventa ministro, e non più ministro delegato, incaricata dei Diritti della donna.

### 20 settembre 1985
Dopo le dimissioni di Charles Hernu (a causa dell'affare del Rainbow Warrior), Paul Quilès diventa ministro della Difesa e Jean Auroux ministro dell'Urbanismo, dell'Alloggio e dei Trasporti.

### 15 novembre 1985
Dopo le dimissioni di Edgard Pisani, la funzione di ministro incaricato della Nuova-Caledonia sparisce. Louis Mexandeau diventa ministro, e non più ministro delegato, incaricato delle Poste e Telecomunicazioni. È ricreata la funzione di segretario di Stato (presso il ministro dell'Urbanismo, dell'Alloggio e dei Trasporti) incaricato dei Trasporti e vi è nominato Charles Josselin che entra a fare parte del governo.

### 19 febbraio 1986
Dopo le dimissioni di Robert Badinter (in previsione della sua nomina al Consiglio costituzionale che averrà il 4 marzo dello stesso anno), Michel Crépeau diventa ministro della Giustizia, Jean-Marie Bockel ministro del Commercio, dell'Artigianato e del Turismo al posto di Michel Crépeau, e la funzione Segretario di Stato (presso il ministro del Commercio, dell'Artigianato e del Tursimo), occupata fino a lì da Jean-Marie Bockel, viene soppressa.

### 12 marzo 1986
Dopo le dimissioni di Georges Filloud (nominato consigliere di Stato) sparisce la funzione di segretario di Stato (presso il Primo ministro) incaricato delle Tecniche della comunicazione.